# Benedikt Roezl
Benedikt Roezl (13. srpna 1824 Horoměřice u Prahy – 14. října 1885 Smíchov) byl český cestovatel, zahradník, botanik a sběratel rostlin. Je snad nejznámějším sběratelem exotických rostlin, především orchidejí, své doby. Řada z nich byla pojmenována jím samým a nebo jeho jménem.

## Život

### Mládí

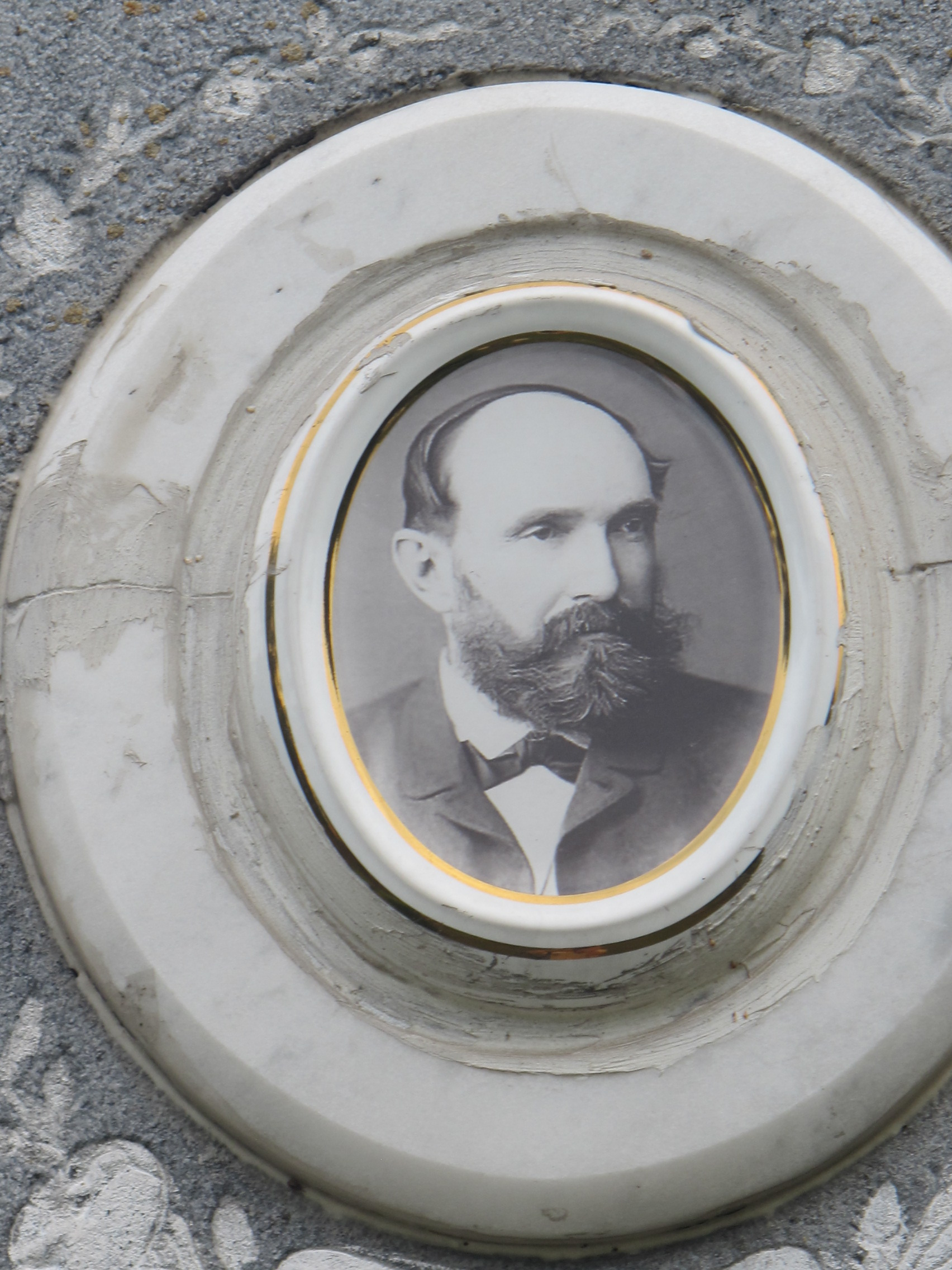
Miniatura na Roezlově hrobě v Panenském Týnci

Narodil se v Horoměřicích u Prahy 13. srpna 1824 v rodině zahradníka Vincence Roezla. Když bylo  Benediktovi pět let, přestěhovala se celá rodina do Pátku nad Ohří. I zde, stejně jako v Horoměřicích byl statek patřící klášteru premonstrátů v Praze na Strahově a Roezlův otec zde byl zahradníkem. Pátecké zahradnictví se tak stalo prvním místem, kde se mladý Benedikt seznamoval pod vedením svého otce se světem rostlin a taji zahradnického řemesla.
V roce 1836 odešel do Děčína, aby se zde v zámeckých zahradách hraběte F. A. Thuna vyučil zahradníkem. Učitelem se mu zde stal tehdy nejvýznamnější pěstitel exotických rostlin u nás – Franz Josst. Po tři roky se pod jeho vedením B. Roezl učil pěstovat a starat se o mnoho druhů exotických rostlin. Nejvíce ho však očarovaly orchideje, jimž zůstal celý svůj život věrný. 
Po vyučení trvajícím tři roky z děčínských zahrad odešel, aby následně pracoval v několika významných evropských zahradách. Z Děčína se vydal do služeb hraběte Pawlikowského v Haliči, v předhůři Karpat. Zde jej starší zahradník Josef Blažek zasvětil do tajů Pawlikowského rostlin. Pak dostal Benedikt možnost pracovat ve Vídni v zahradách Karla Hügela, který pěstoval rostliny z celého světa. Roezl měl na starosti množení vzácných cizokrajných rostlin a překvapoval své představené novými způsoby množení. U různých druhů se mu podařilo vypěstovat nové odrůdy. Přitom přišel na myšlenku pomáhat vzrůstu rostlin tím, že je ozařoval umělým světlem. To byl tehdy unikátní objev, kterému se podivovali i význační odborníci. Po nějaké době se rozhodl, že požádá o práci v zahradnictví Ludvíka van Houtteho v belgickém Gentu. To byla tehdy jednička mezi evropskými zahradnickými podniky. V roce 1846 byl v obchodním zahradnictví Louise van Houtteho přijat. Zde se postupně stal nákupčím, který jezdil po evropských přístavech, kde vybíral exempláře vzácných orchidejí, jež byly schopny aklimatizace a množení v Evropě. Kolekce, které vybral se osvědčily a po návratu z Anglie  byl za to Benedikt poctěn jmenováním do funkce "Directeur de culture", zástupcem státní zahradnické školy Van Houtteho v Gentu.  Vždy se chtěl stát botanikem, měl k tomu všechny předpoklady, měl fenomenální paměť – pamatoval si do nejmenších a značně překvapujících podrobností to, co jednou uslyšel. Znal perfektně všechny evropské rostliny – dovedl určit přesně botanický druh podle květů, podle listů a třeba i podle semen. K tomu dokonalou znalost všech evropských rostlin, a obrovské nadání na jazyky. Kromě češtiny ovládal němčinu, angličtinu, francouzštinu, polštinu, ruštinu, vlámštinu.

### Sběratel exotických rostlin
Jeho život sběratele exotických rostlin začal ve službách společnosti Sander & Co., pro kterou pracoval 40 let. Na koni nebo pěšky procestoval celý americký kontinent: od Mexika ke Kubě, z Kalifornie do New Yorku přes Skalisté hory a Sierra Nevadu. Z Panamy do Kolumbie odeslal 10000 orchidejí do Evropy, z oblasti Santa Martha přejel do Río Hacha, kde nasbíral 3 000 orchidejí odontoglossum. V oblasti Washingtonu sbíral semena jehličnanů. Cestoval po Peru a v Andách a po krátké návštěvě rodičů v Čechách se 3. srpna 1872 vrátil přes Liverpool do New Yorku a poté do Colorada. Ze středoamerické Sierra Madre odeslal dalších 3 500 orchidejí odontoglossum. Z Panamy přejel do Venezuely, odkud poslal 8 tun orchidejí do Londýna. Z mexické Oaxacy odeslal deset tun kaktusů, agáve a orchidejí. Z Peru dovezl zpět 10 000 různých rostlin.
Vánoční hvězda pro Evropu
Také máte čas vánoční spojen s překrásnou Euphorbiou pulcherrimou, neboli vánoční hvězdou? K jejímu masovému rozšíření došlo právě díky Benediktu Roezlovi, který, jak jsme již zmínili na svých cestách sbíral "dekorativní" rostliny, které se v Evropě mohly líbit. A tak během své cestě po Americe roku 1855 znovu objevil pryšec nádherný, který byl jeho tipem na rostliny pro evropský trh. Své cesty si financoval sám a vydělával na ně sběrem a prodejem rostlin do zahradnictví. Rostlinku poslal do zahradnictví Louise van Houtteho v Gentu. K jejímu úspěchu na evropském trhu přispěly další generace, které se věnovaly šlechtění druhu, tak aby byl vhodný pro pěstování ve vytápěných bytech, a také šlechtění různých barevných variant s listeny bílými, žlutými, růžovými, modrými či světle červenými se světlými okraji.
První pobyt v Americe (1855–1872)
1. března roku 1855 podnikl dvouměsíční plavbu plachetnicí z holandského přístavu Vlissingen do amerického New Orleansu. Z Evropy si sebou do Ameriky vezl tržní rostliny: rododendrony, pelargónie, fuchsie a kamélie, ty mu měly pomoci založit zahradnictví, z jehož výdělku zamýšlel hradil své botanické sběry. Kromě toho měl s sebou také sazenice Boehmeria nivea - kopřivovité rostliny ramie, pocházející z Jávy, u níž objevil, že její vlákna jsou pevnější a dají se spřádat lépe než vlna či bavlna a které chtěl díky tomu zkusit v Americe pěstovat ve velkém. V New Orleansu část z dovezených rostlin prodal a odhodlal se k cestě do Mexika. V květnu roku 1855 ve Veracruzu poprvé vstoupil na mexickou půdu. Vzápětí se vydal do hlavního města Mexica. Cestou se zastavil ve městě Cordoba. V jeho okolí, na úpatí sopky Pico de Orizaba, uskutečnil své první sběry rostlin, které zaslal zahradnictví Louise van Houtteho v Gentu. Zásilka obsahovala téměř tisíc semen dřevin, rostliny vřesovcovité a vstavačovité (orchideje).
Do hlavního města Mexika Ciudad de México dorazil 16. června 1855 okraden, ale nezraněn. Na okraji města si společně s přítelem L. Chabém koupil hostinec se zahradou. Pravidelně podnikal výpravy za sběrem rostlin do blízkého okolí. Koncem roku 1858 opustil společně s L. Chabém Ciudad de México a odešli do nově vzniklé malé vesnice Santa Borgia. Opět si zde zřídili hostinec a zahradnictví. Roezl si z Evropy nechal zaslat evropské odrůdy jabloní a hrušní a zabýval se zde jejich pěstěním. V období sucha podnikl výpravy na hory Popocatépetl, Iztaccíhuatl a Nevado de Toluca. Zde ve výškách okolo 4000 metrů nad mořem a teplotě šest stupňů pod nulou sbíral rostliny.
V roce 1859 podnikl cestu za sběrem rostlin trvající pět měsíců. Postupně navštívil pět mexických států. Na cestě byl několikrát zajat povstalci a okraden. Po skončení expedice odeslal z Mexika mimo jiné 30 000 exemplářů orchideje Odontoglossum rossii Lindl. Poté, co v roce 1860 opustil vesnici Santa Borgia, zakoupil pozemky u vesnice Santecomapan. Stal se i správcem santecomapanského přístavu, kde za povstání proti Maxmilliánu Habsburskému vedl jeho obranu a pomohl zamezit vylodění francouzských vojsk, jež měla pomoci habsburskému vetřelci na mexický trůn. Na své plantáži začal konečně pěstovat ramii, jejíž sazenice většinou jediné přežily dopravu z Evropy, a postupně byl nucen zkonstruovat textilní stroj na oddělování, čištění a spřádání jejích vláken, ale také na spřádání konopí a agáve. Pěstoval cukrovou třtinu, kávu a tabák, ale také  evropské odrůdy jabloní a hrušní, v okolí sbíral exotické rostliny.
V těch dobách došlo k nové panice na trhu, kam poprvé dorazil z cukrové řepy vyrobený bílý cukr z Evropy a stal se mocným konkurentem cukru třtinového.Hlavně na Kubě nevěděli plantážníci, co počít a tak v lednu 1868 přijel do kubánské Havany, aby i zde předvedl zpracování ramie na stroji vlastní konstrukce. Došlo však k neštěstí, když stroj rozdrtil jeho levou ruku. Zůstal poté na Kubě další čtyři týdny na zotavenou, načež se vrátil do Santecomapanu, kde předal hospodářství a zahradnictví svým příbuzným, kteří přijeli na jeho pozvání z Čech. Od té doby je město z poloviny české, alespoň původem jeho obyvatel. Vrátil se na Kubu, kde zavedl  ramiové plantáže, postavil závody a dílny na výrobu vláken a tkaniny, zasloužil se o vznik přádelen. Stal se čestným členem Kubánské Akademie věd a do Santecomapanu se již nevrátil. Sběr rostlin se od té doby stal jedinou činností, jíž se zabýval. Vydal se na cestu napříč americkým kontinentem,  pronikal především do málo známých nebo úplně neznámých končin. Doufal, že se mu tam splní jeho velký sen. Na základě svých studií a výzkumů věřil v existenci modré orchideje. Když na svých cestách potkal indiánskou dívku jménem "Modrá orchidea" věděl, že se nemýlil a doufal, že tuto vzácnou květinu najde. Od jednoho Indiána v Ekvádoru se dozvěděl o modré orchideji. Ten mu prozradil, že pod sopkou Colimou je malé údolí s horkým pramenem, ze kterého vystupuje pára. Jen tady a nikde jinde rostla modrá orchidej. Indiáni ji považovali za posvátný květ. Roezlovi se po dobrodružném hledání podařilo získat jednu jedinou rostlinu tmavomodré barvy. Ovšem na víc nebyl čas – Colima právě začala soptit. Roezl ale neměl vyhráno. V Evropě hlíza modré orchideje bohužel zplesnivěla a neujala se. Jediná modrá orchidej na světě... a poslední. Také se pohyboval v okolí kolumbijské řeky Magdaleny a každý měsíc posílal své sběry do Evropy. Celkem za čtyři měsíce nasbíral 10 000 orchidejí (z toho 3000 kusů orchidejí Odontoglossum) a 500 různých druhů rostlin. V období dešťů Kolumbii opustil a odjel sbírat semena jehličnatých stromů do Kalifornie. Poté navštívil Vancouverský ostrov a Britskou Kolumbii a opět se vrátil do San Francisca. Prošel jižní Kalifornií až po hranice s Mexikem. Na zpáteční cestě loď, na níž se plavil, ztroskotala. B. Roezl se však zachránil a opět dorazil do San Francisca.  
Po zotavení ze ztroskotání se vrátil do Kolumbie, do města Buenaventura. Poprvé a naposledy tehdy podepsal smlouvu, zavazující jej sbírat rostliny na určeném místě a pro konkrétní firmu – Lindenovo zahradnictví v Bruselu a Gentu. Půl roku nato odvezl své sběry na 80 mezcích z hor k řece Magdaleně, odtud dále lodí do města Barranquilla a odtud je odeslal do Evropy.
Začátek roku 1872 jej zastihl v Peru. Nejprve sbíral rostliny na západním pobřeží, odkud se vypravil do Kordiller. Čtyři týdny pobýval na východní straně And a v pohoří Maraęon. Po skončení cest po Peru se Roezl odebral do Kolumbie a odtud přes Panamu do Evropy. Na evropskou pevninu vstoupil 1. května 1872 a sebou přivezl své největší úlovky z cest – orchideje Cypripedium palmifolium Lindl., Cypripedium roezlii Regel, Masdevallia roezlii Rchb. f. a Odontoglossum roezlii Rchb. f. Poslední tři z nich byly pro tehdejší botaniky neznámými rostlinami a pojmenovány na počest B. Roezla byly v následujících letech.

#### Druhý pobyt v Americe (1872–1874)
Do Ameriky, do New Yorku, přicestoval Benedikt Roezl společně se svým šestnáctiletým synovcem Františkem Klabochem 3. srpna 1872. Odtud po měsíci odcestovali do Denveru. Několikadenní sběry v okolí města přinesly šest beden juky Yucca angustifolia Pursh a tisíc cibulí pěknosemenců Calochortus, ale také okradení o celou hotovost v místním hostinci. Po krádeži odjeli B. Roezl a F. Klaboch za sběrem do Nového Mexika, aby se po čtrnácti dnech do Denveru vrátili a vyslechli si negativní výsledek vyšetřování krádeže. Roezl byl proto nucen vypůjčit si peníze na cestu Pacifickou dráhou do Kalifornie. Na jednotlivých zastávkách pak podnikal s F. Klabochem výlety do okolí.
V říjnu roku 1872 se vydali z mexického města Acapulko do pohoří Sierra Madre. Ve výšce okolo 2400 metrů nad mořem nasbírali 2000 kusů orchideje Odontoglossum citrosmum var. rosellum Lem. Dále pak orchideje Odontoglossum nebulosum Lindl. a Odontoglossum pulchellum Bateman ex Lindl. Za další orchidejí, Oncidium tigrinum Lindl., šplhali až do výše okolo 3000 metrů nad mořem. Hledání orchideje Cattleya mossiae Hook. je zavedlo v únoru roku 1873 do okolí venezuelského města Caracas. Jejich hledání orchideje, domorodci nazývané Flor de mayo, bylo úspěšné, podařilo se jim naplnit osm beden.
Z Venezuely se ještě v únoru 1873 přesunuli do Mexika. Z tamních sběrů stojí za zmínku čtyři velké exempláře kaktusu Echinocactus visnaga Hook. odeslané do Londýna. Největší z nich byl vysoký jeden metr a vážil 5 q. Roezl byl známý obhájce mexické revoluce a nezávislosti. V hlavním městě  Ciudad de México na přání prezidenta Tejady založil veřejné sady a  stromořadí s eukalyptovými stromy, které se staly typickým znakem města.
V březnu 1873 se pak Roezl zastavil u svých nejbližších příbuzných v Santecomapanu, aby zde zanechal synovce Františka. Na další cestě jej doprovázel další z jeho synovců, Františkův bratr Eduard Klaboch, který do Santecomapanu přicestoval z Vídně již v roce 1871. Spolu se vydali do Peru. V srpnu 1873 vystoupali železnicí z Limy až do výše 5000 metrů nad mořem a zpět do Limy přivezli 10 000 hlíz orchidejí.
Další jejich cesta vedla k jezeru Titicaca, do Bolívie, k městu La Paz a odtud přes horu Illimani do andského předhůří Yungas. I z této cesty přivezli mnoho rostlin, zvláště orchidejí. Povzbuzeni předešlými sběry ještě jednou vstoupili do hor. V srpnu 1873, v Ekvádoru, při výstupu na horu Chimborazo, ve výšce 6000 metrů nad mořem, objevili novou orchidej Pescatoria roezlii Rchb. f.
To se však již blížil konec druhého Roezlova pobytu v Americe. Synovce Eduarda a Františka zanechal v Americe a v dubnu roku 1874 odplul do Londýna. Vezl s sebou, mimo jiných, orchideje Pescatoria dayana Rchb. f., Masdevallia chimaera Rchb. f. a Odontoglossum roezlii Rchb. f.

#### Třetí pobyt v Americe (1874–1875)
Na cestě do New Yorku, kam dopluli 15. července roku 1874, a dále po cestách Amerikou doprovázel Benedikta Roezla další z jeho synovců, Bohumil Houda. Aby obešel zákony, zapsal B. Roezl tehdy šestnáctiletého Bohumila jako svého syna s věkem dvacet čtyři let.
Z New Yorku vedla jejich cesta k Niagarským vodopádů, kde se zastavili krátce na dva dny a pak pokračovali železnicí do Denveru, kam dorazili 2. srpna 1874. V okolí města sbírali semena a po několika dnech jejich sběry čítaly 125 kg semen konifer, 25 kg semen juky Yucca angustifolia Pursh a 10 kg semen povijnice Ipomoea leptophylla Torr.
Z Denveru odjeli železnicí směrem do San Francisca. Cestou zastavovali na některých stanicích, aby v jejich okolí podnikali sběry. Celkem nasbírali 2000 cibulí Lilium Washingtonianum Kellogg, 150 kg semen Pinus lambertiana Douglas a několik beden Lilium puberulum Torr. ex Duch.
Dalším záměrem B. Roezla bylo po přesunutí do Mexika v prosinci roku 1874 podniknout sběry rostlin v bezprostředním okolí sopky Colimy. Kvůli neschůdnosti terénu a záchvatu zimnice se o výstup na sopku pokoušeli opakovaně, vždy však bezvýsledně. Přesto jejich sběry čítaly 1 000 000 orchidejí, z toho jen 22 000 Odontoglossum cervantesii La Llave & Lex.
Znovu se o výstup na sopku Colimu, tentokrát z jiného směru, pokusili v dubnu roku 1875. Poprvé se jim výstup nezdařil. Roezl se nevzdal o po několik dnech se o výstup na sopku pokusil znovu, tentokrát úspěšně. Přestože sopka obnovila svou vulkanickou činnost, vystoupali do nadmořské výšky 4000 metrů. Sběry rostlin však neodpovídaly Roezlově představě. Odměnou za námahu jim bylo jen nalezení Dahlia imperialis Roezl ex Ortgies.
V dubnu roku 1875 se B. Roezl v San Francisco zotavoval z útrap cest, aby po čtyřech týdnech odtud odplul do Evropy.

### Stáří
Po návratu z Ameriky, v roce 1875, cestoval Evropou. Jednou ze zastávek mu byla květinová výstava v Kolíně nad Rýnem, kde jím objevená Begonia froebelii A. DC. byla poctěna první cenou.
V říjnu roku 1876 se B. Roezl natrvalo usadil v Praze. Nejprve na Žižkově, poté na Smíchově. Pomalu se sžíval s domácím prostředím. Zprvu organizoval cesty a sběry rostlin synovců, bratří Klabochů a Bohumila Houdy po Americe.  Ve vlastním domě si zřídil obchod semeny a rostlinami, které mu z Ameriky posílali příbuzní.  Odběrateli jim byli významné zahradnické podniky v Evropě a Americe, ale také císařské zahrady v Schönbrunnu, vídeňská rothschildovská zahrada, či zámecké skleníky na Sychrově.

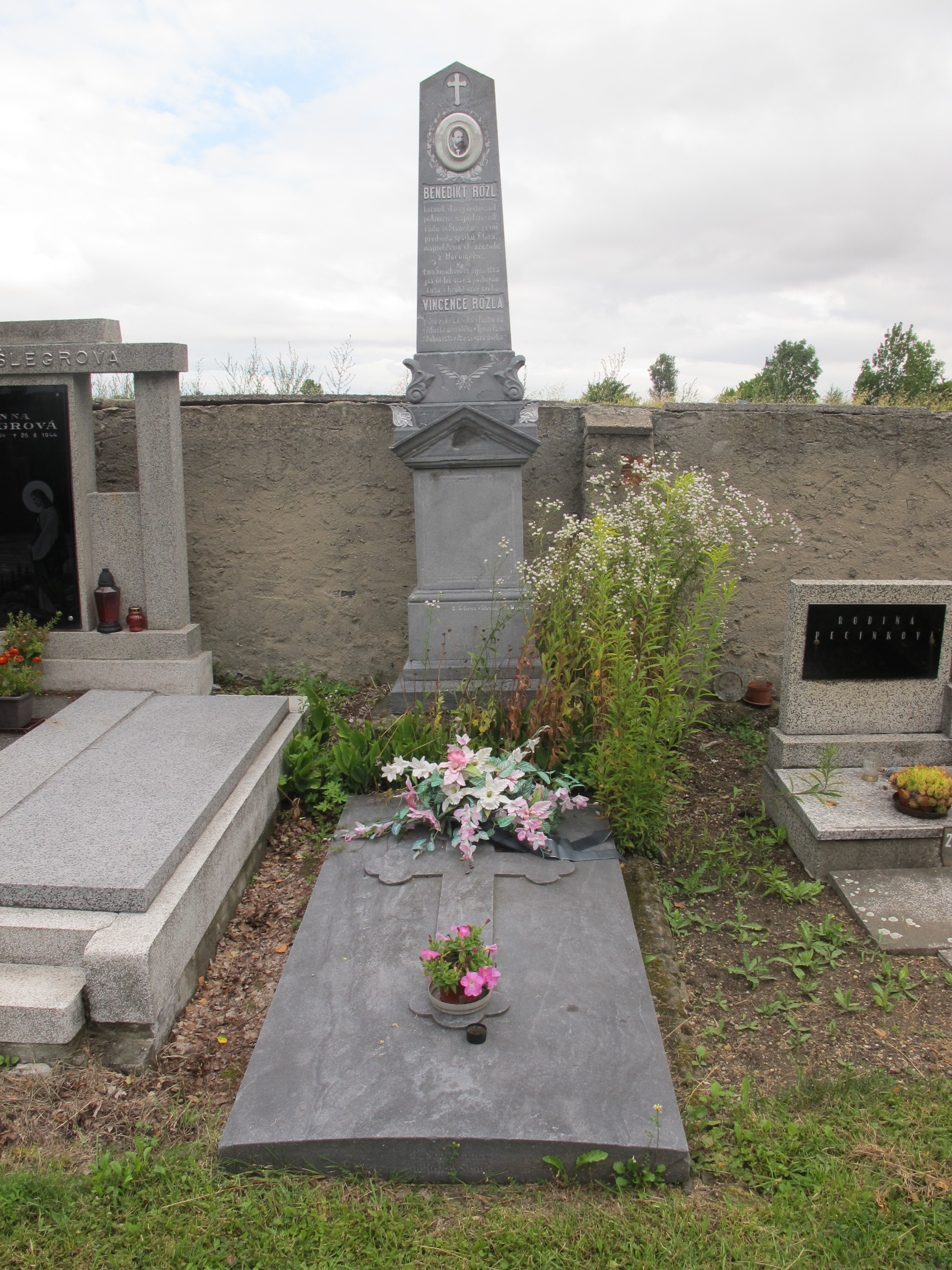
Roezlův hrob v Panenském Týnci

Na 1. mezinárodní zahradnické výstavě v Petrohradě v roce 1879 obdržel B. Roezl medaili Za zásluhy v zahradnictví.
V lednu roku 1880 založilo čtyřicet zahradníků Spolek uměleckých zahradníků Flora. Předsedou byl zvolen B. Roezl. Stal se také členem Zemského ovocnického spolku a Společnosti pro zvelebování zahradnictví v Čechách.
Prvního března roku 1883 vyšlo první číslo časopisu Flora. B. Roezl byl jeho vydavatelem a v prvních dvou ročnících uveřejnil na pokračování své cestopisné vzpomínky.
Uznání a poct se B. Roezlovi dostalo v prosinci roku 1884 na botanicko-zahradnické výstavě v Petrohradě. Na výstavě byl jednak porotcem, jednak jej ruský car ocenil Řádem sv. Stanislava. K udělení této pocty blahopřáli B. Roezlovi jeho přátelé a obchodní partneři z Evropy i Ameriky. V Čechách se Roezlovi dostalo poct po jeho návratu z Petrohradu. Spolek Flora uspořádal na jeho počest slavnostní večeři, na níž byl B. Roezlovi předán vavřínový věnec s trikolórou. Slavnostních proslovů se ujali významný zahradní architekt František Josef Thomayer a zahradnický spisovatel Martin Fulín.
Dne 14. října 1885 zemřel Benedikt Roezl na Smíchově u Prahy ve věku šedesáti jedna let. Pohřeb se konal 16. října ve smíchovském kostele sv. Václava  a o den později byla rakev vložena do hrobu Roezlova otce Vincence na hřbitově v Panenském Týnci u Loun.

## Spolek a časopis Flora

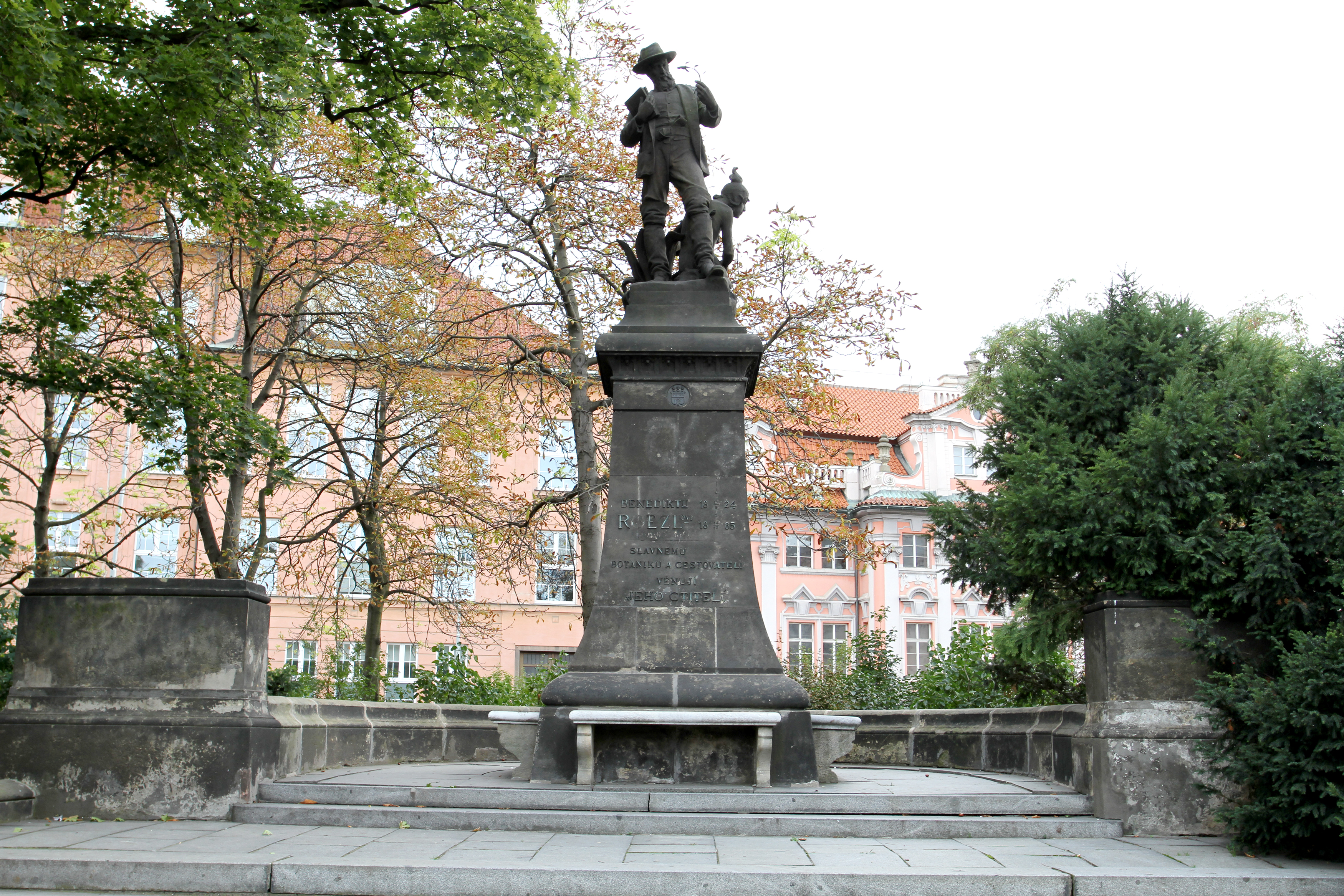
Pomník Benedikta Roezla (Nové Město) Karlovo nám.

V lednu roku 1880 založilo čtyřicet zahradníků Spolek uměleckých zahradníků Flora. Předsedou byl zvolen B. Roezl. Činnost spolku se zaměřovala na vzdělávání sdružených zahradníků. K tomu sloužily mimo jiné vycházky a návštěvy významných zahradnictví, či obdobných prostor. Tak například v roce svého založení pořádal spolek pro své členy výlet do pomologického ústavu v Troji. Dalším příkladem je vycházka z roku 1883 do zahrady barona Neuperga v Čejticích, s návštěvou štěpařského závod pana Šamala. Nedílnou součástí spolkového života byly taneční věnečky, konané mimo jiné za účelem získat pro spolek finanční prostředky.
Benedikt Roezl založil v Praze v roce 1883 první český zahradnický časopis Flora. Redaktorem časopisu vycházejícího po čtyři roky (i po Roezlově smrti) byl zahradník Martin Fulín. V časopise vyšly jediné česky psané články Benedikta Roezla. První z nich je cestopisný:
- Poslední má cesta na západní pobřeží Mexické

V druhém Roezl stručně představil jím sbírané rostliny:
- Rostliny mnou v severní a Jižní Americe objevené

## Rostliny pojmenované dle Roezla
Roezlovým jménem bylo pojmenováno téměř sto třicet druhů rostlin. Zde jsou některé z nich:
- rod Roezliella
- Amaryllis roezlii
- Brahea roezlii
- Cattleya roezlii
- Cereus roezlii
- Furcraea roezlii
- Guzmania roezlii
- Lilium roezlii
- Masdevallia roezlii
- Pinus roezlii
- Pescatorea roezlii
- Selenipedium roezlii
- Sobralia roezlii
- Yucca roezlii

Mezi rostliny pojmenované Roezlovým jménem patří také cykas Zamia roezlii.

## Zkratka
- Benedikt Roezl má v Mezinárodním rejstříku jmen rostlin  zkratku Roezl.[8]
- Pro autorskou značku Roezl eviduje databáze IPNI tento seznam popsaných rostlin.

## Výstavy věnované Benediktu Roezlovi
- Výstava orchidejí – Expozice věnovaná Benediktu Roezlovi (2012) – skleník Fata Morgana Botanické zahrady hl. m. Prahy v Troji
- Výstava orchidejí – Expozice věnovaná Benediktu Roezlovi (2012) – České Budějovice
- Benedikt Roezl – zahradník a cestovatel (2013) – zámek v Pátku nad Ohří

## Televizní dokument o Benediktu Roezlovi
- Král orchidejí (2004)[9] – dokument České televize z cyklu České stopy v rostlinné říši Latinské Ameriky. Připravili K. Broulová-Šimková a V. Šimek. Anotace na internetových stránkách cyklu: co všechno nevíme o muži z pomníku na Karlově náměstí v Praze.